# Marta Vásquez
Marta Vásquez (Bahía Blanca, 13 de febrero de 1926 - Buenos Aires, 18 de noviembre de 2017) fue una activista por los derechos humanos argentina, presidenta de Madres de Plaza de Mayo Línea Fundadora. Su única hija mujer, María Marta Vásquez Ocampo, fue secuestrada estando embarazada junto a su marido, César Lugones, el 14 de mayo de 1976, durante la última dictadura cívico militar de Argentina.

## Biografía
Marta Ocampo de Vásquez nació en Bahía Blanca y creció en la La Plata. Allí conoció a su futuro esposo José María Vásquez, diplomático de carrera, que murió cuando llevaban 47 años de casados.
Siguiendo los destinos de su marido, Marta formó su hogar en distintos países del mundo mientras criaba a sus hijos: José María, Luis, Rafael, María Marta, Raúl y Gustavo. El golpe de Estado de 1976 encontró a Vásquez y a su marido en México.

### Secuestro desaparición de hija y yerno
María Marta y su esposo integraban el grupo del proyecto Belén que realizaba tareas de promoción social, religiosa y política en una parroquia de la villa miseria de Flores, Buenos Aires. Todos fueron secuestrados desaparecidos en 1976 en la ESMA, donde luego de ser torturados habrían sido llevados en los vuelos de la muerte.

### Actuación en Madres
Participó en numerosos congresos representando a la Asociación de Madres, como el primer Congreso de la Federación Latinoamericana de Asociaciones de Familiares de Detenidos Desaparecidos en Costa Rica en 1981 (siendo luego presidenta entre 1999 y 2003), Coloquio de París de 1981 o reuniones de la Comisión de Derechos Humanos de Naciones Unidas. 

## Homenajes
En 2012 la Legislatura porteña distinguió a Ocampo de Vásquez como “Personalidad Destacada de los Derechos Humanos”. El excanciller Jorge Taiana destacó que las Madres y Abuelas “en el momento más oscuro de nuestra historia enfrentaron la barbarie y el terror en busca de verdad y justicia”. Marta Vásquez dijo: “A los 86 años veo las cosas con otra visión, nunca me imaginé recibir este homenaje; en 35 años de lucha no logramos encontrar a nuestros hijos, pero hemos tomado su militancia”.
En 2015 la Universidad de La Plata entregó un doctorado honoris causa a la Asociación Madres de Plaza de Mayo Línea Fundadora. Recibida por su titular Marta Vásquez, agradeció con las siguientes palabras:

este reconocimiento es también para nuestros hijos, que siempre nos guían y son los que más merecen esta distinción (...) ya cerca del final de nuestras vidas, nos podemos ir tranquilas sabiendo que los jóvenes que hoy nos acompañan van a continuar con nuestra lucha por la memoria, la verdad y la justicia (...) en sus espaldas dejamos nuestra mochila porque sabemos que la van a saber llevar.